# Folículo de De Graaf

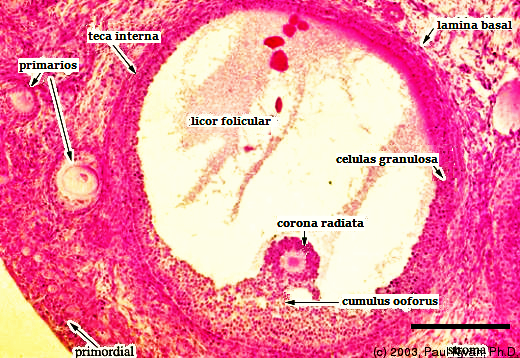
Folículo de De Graaf rodeado por tejido del ovario. Se observa el antro folicular muy desarrollado característico (en el centro de color claro). El ovocito grande y redondo es visible rodeado por células más oscuras de la corona radiata en la parte inferior. Barra= 5 milímetros

En la reproducción de los mamíferos, el folículo de Graaf, folículo terciario, folículo maduro, folículo antral tardío o folículo preovulatorio es la etapa final del proceso de foliculogénesis.

## Historia
En 1672 Reinier de Graaf publicó De mulierum organis generationi inservientibus donde realiza la descripción de lo que llamamos folículo. 
| "qui glandularum ad instar ex multis particulis a centro ad circumferentiam recto quasi ductu tendentibus conflantur et propria membrana obvolvuntur. Hi globuli post coitum tantum in ovariis distinguntur, unus aut alter, prout animal unum aut plures foetus, in lucem edit" —De Graaf (1672). |

## Desarrollo del folículo de De Graaf
El folículo de De Graaf se desarrolla a partir de un  folículo primordial, compuesto por un ovocito compacto rodeado por una única capa de pocas células planas, llamadas pre granulosas.
El folículo primordial se desarrolla y cambia progresivamente para transformarse en el llamado folículo primario, que posee un mayor volumen y está rodeado por una capa de células granulosas que ahora son cúbicas. Este es el folículo primario monocapa.
El citoplasma del ovocito aumenta de volumen y se generan varias capas de células cúbicas granulosas, rodeadas por células planas o células de la teca. Esta estructura se denomina folículo primario multicapa.
El folículo primario multicapa segrega líquido folicular hacia su interior, creando espacios claros sin células, que al crecer se unien entre sí. Esta distribución intragranular crea una estructura con aspecto de cámaras o cuevas llamada antro folicular. Este folículo más desarrollado recibe el nombre de folículo antral o secundario.
El folículo secundario crece luego enormemente, mediante la producción de grandes cantidades de líquido antral, hasta convertir al antro en una cavidad única y gigante. Las células granulosas ya no rodean al ovocito en toda su superficie y ahora solamente lo sostienen como un amontonamiento en forma de pedestal llamado el Cumulus Oophorus. En este punto de su desarrollo es cuando recibe el nombre de Folículo de De Graaf, maduro, terciario o también preovulatorio.

## Morfología del folículo de Graaf

### Macroscopía
Fue en la segunda mitad del siglo XVII cuando Reignier de Graaf observó y describió cavidades llenas de líquido en los ovarios de los animales, lo que hoy conocemos como el folículo que lleva su nombre.
En esa época la ciencia óptica estaba en sus comienzos y los estudios anatómicos se hacían de manera macroscópica observando con los ojos. Lo que podían observar los investigadores se encontraba por encima de 0,20 milímetros (mm), por tanto los detalles visibles en los tejidos biológicos eran solo las estructuras supracelulares.

El Folículo de Graaf preovulatorio, en el ovario de una mujer puede llegar a medir 20 milímetros (mm) de diámetro, pero el óvulo que contiene mide solo 0,150 milímetros (mm) o 150 micrómetros (µm) en promedio.
| .      | Folículo de De Graaf                                   | Óvulo [*1]                                |
| Vaca   | 14,6 - 18.5 milímetros (mm)                            | 190 micrómetros (μm)                      |
| Alpaca | 7 - 12 mm                                              | 170 μm                                    |
| Yegua  | 35+ mm                                                 | 130 μm                                    |
| Humana | 15 - 20 milímetros (mm) 10 000-20 000 micrómetros (μm) | 0,15 milímetros (mm) 150 micrómetros (μm) |

### Microscopía
Para comienzos del siglo XVIII los avances en el campo de la óptica permitieron la creación del   microscopio compuesto que aumentaba 400 veces (400x) lo observado por el ojo.          
La descripción macroscópica, dio paso al estudio de los detalles microscópicos celulares en el interior del folículo de Graaf.

Hoy distinguimos tres tipos celulares que integran el folículo: el ovocito, las células de la granulosa y las células de la teca.
*Ovocito: existe uno solo en cada folículo de Graaf, posee forma esférica y varía en tamaño entre 130 y 150 µm en el humano.
El ovocito está situado en una posición excéntrica dentro el folículo, porque permanece unido a las células granulosas mediante el cumulus oophorus, durante el crecimiento del antro provocado por la secreción de un gran volumen de líquido folicular. 
El ovocito cuenta con tres características que lo definen:
1. Citoplasma amplio y claro con gránulos de vitelo.
2. Núcleo redondo (conocido clásicamente como vesícula germinativa VG).
3. Nucléolo basófilo (conocido clásicamente como mancha germinal).

Este ovocito de Graaf se encuentra rodeado por varias capas de células granulosas, conocidas como corona radiata.
En el humano, el ovocito termina su primera división meiótica en esta etapa y por tanto se genera este ovocito secundario y además un cuerpo polar.
*Capa de la granulosa: es una lámina formada por células  cuboidales, que posee varias capas celulares en cada folículo de Graaf. Como su citoplasma tiene aspecto granular, se las suele llamar células de la granulosa.
Las células granulosas forman una capa avascular (sin vasos sanguíneos), porque se encuentran separadas de la teca circundante por una membrana basal.
Las células de la granulosa presentan diferenciación regional, según su posición dentro del folículo de Graaf.
La granulosa tiene un grosor uniforme alrededor del antro, excepto en la zona en la que se sitúa el ovocito, donde forma una acumulación o montículo de células llamado discus prolígerus (disco de proliferación) o cumulus oophorus (cúmulo portador del huevo).
*Capa de la Teca: es una envoltura celular del estroma conjuntivo que tiene de 4 a 6 capas de células; lleva el nombre de Teca Folicular y contiene gran cantidad de vasos sanguíneos.
−En esta etapa de Folículo de Graaf, se distinguen dos especializaciones: 
−una teca interna, que está formada por células claras pequeñas, con núcleo redondeado, secretoras de esteroides
−y una teca externa que es la capa más periférica y está formada por miofibroblastos, células alargadas, con núcleo oscuro y prolongaciones de citoplasma, que presentan propiedades contráctiles similares a las del músculo liso.

## Folículo de Graaf y reproducción
Durante el proceso de reproducción, conforme el ovocito se prepara para ser liberado, el tejido circundante se ahueca y se llena de líquido, al tiempo que se desplaza hacia la superficie del ovario. Esta masa de tejido, líquido folicular y ovocito, recibe el nombre de folículo de Graaf.
En el interior de este folículo se encuentra el ovocito que será expulsado del ovario en el momento de la ovulación hacia la trompa uterina (trompa de Falopio) para encontrarse con el espermatozoide y ser fecundado. 
Finalmente, el óvulo fecundado (cigoto o huevo) migra hacia el endometrio para implantarse y comenzar el período embrionario de una gestación. Si el ovocito no es fecundado, migrará hacia el endometrio pero, al no tener soporte hormonal (progesterona), se descamará con el resto del endometrio en la menstruación.
También debemos mencionar que el folículo de De Graaf fue descrito por Regnier de Graaf, que observó cavidades llenas de líquido en los ovarios de los animales y los llamó óvulos, pero no eran óvulos, eran la estructura donde se va a formar un cuerpo lúteo. Se le dio el nombre de folículo de De Graaf por su gran aporte y descubrimiento.